# Izraelsko-palestinski sukob
Izraelsko-palestinski sukob (hebr. הסכסוך הישראלי-פלסטיני, Ha'Sikhsukh Ha'Yisraeli-Falestini; arap. النزاع الفلسطيني - الإسرائيلي, al-Niza'a al'Filastini al 'Israili) je sukob u toku između Izraela i Palestine koji je počeo od 1940-ih. Smatra se jednim od najdužih modernih sukoba. Srž konflikta nalazi se u tome da Palestina traži punu nezavisnost od Izraela, te napuštanje svih izraelskih vojnika sa njenih teritorija, dok izraelski ortodoksni židovi, nacionalisti i desničari to odbijaju, jer smatraju da Zapadna obala i Gaza istorijski pripadaju Židovima, te da Palestinci nisu narod, da nisu postojali pre osnivanja države Izrael 1948. godine, već da su palestinski nacionalizam izmislile arapski vođe kako bi uništili Izrael.
Uprkos dugogodišnjim naporima međunarodne zajednice da se postigne kakav-takav kompromis i razreši ovaj spor, i uprkos tome što je Izrael sklopio mir sa Egiptom i Jordanom, Izraelci i Palestinci do danas nisu uspeli da postignu mirovni dogovor. Glavni su kamen spoticanja status Jerusalima (koji obe strane smatraju svetim mestom), međusobno priznanje, tok granica, sigurnost, pravo na vodu uz reku Jordan, izraelska naselja na Zapadnoj obali, palestinska sloboda kretanja i pravo Palestinaca na povratak unutar granica Izraela nakon egzodusa nastalog usled izraelskog rata za nezavisnost.
Rešenje zasnovano na dve države se često navodi kao moguće rešenje sukoba, a prema istraživanjima većina Izraelaca i Palestinaca smatra da je to najbolja solucija. Ipak, nepoverenje i trzavice su često znale da eskaliraju: prva i druga intifada su odnele na hiljade života na obe strane, bez razrešavanja bilo čega. Teritorija ostaje središnji činilac nacionalnog identiteta u ovom sukobu. Obe strane odbijaju da dele istu teritoriju sa drugom stranom, iz straha od dominacije. Jaser Arafat postao je formalni vođa pokreta za samostalnu Palestinu u 20. veku, ali su izraelski službenici gledali na njega negativno te ga optuživali da podržava terorizam protiv Jevreja. Nakon Arafatove smrti 2004, njegov naslednik Mahmud Abas pokušao je da pokrene novu rundu mirovnih pregovora, ali bez uspeha. Iako se odnos u međuvremenu poboljšao sa Zapadnom obalom, stanje ostaje eksplozivno u Gazi, gde su vođena dva rata, od kojih je zadnji bio 2014. godine.
Između 1993. i 2000. broj izraelskih doseljenika povećao se za 117% u Gazi i najmanje 46% u Zapadnoj obali. Izrael je takođe ukinuo dozvole za prebivalište palestinskim prebivaocima u istočnom Jerusalimu koji nisu imali dokumente kojim bi dokazali da je njihovo središte života unutar Jerusalima. Tako je 1.641 Palestininac izgubio pravo na boravak u Jerusalimu između 1996. i 1998. godine. Sukob je odneo preko 20.000 života od 1948. na obee strane. Džeremi Havardi procenjuje da je poginulo oko 5.000 palestinskih civila tokom 40 godina, odnosno 34 civila svakih 100 dana.
Posljednji mirovni pregovori prekinuti su 2014. godine. Izraelski premijer Benjamin Netanjahu izjavio je 2015. da neće dozvoliti palestinsku državu zapadno od Jordana.

## Spoljašnje veze
Ujedinjene nacije
- Office for the Coordination of Humanitarian Affairs – occupied Palestinian territory Архивирано на веб-сајту  (6. фебруар 2012)
- United Nations Relief and Works Agency for Palestine Refugees in the Near East

Akademski, novinski, i slični sajtovi (izuzev izraelskih ili palestinskih izvora)
- U.S. Attempts at Peace between Israel and Palestine from the Dean Peter Krogh Foreign Affairs Digital Archives
- Gaza\Sderot : Life in spite of everything Архивирано на веб-сајту  (11. децембар 2020) – a webdocumentary produced by arte.tv, in which daily video-chronicles (2 min. each) show the life of 5 people (men, women, children) in Gaza and Sderot, on both sides of the border.
- Global Politician – Middle-East Section
- Middle East Policy Council
- The Washington Institute for Near East Policy
- Aix Group – Joint Palestinian-Israeli-international economic working group.
- Crash Course World History 223: Conflict in Israel and Palestine – Renowned author and YouTube educator John Green gives a brief history lesson (13 minutes) on the conflict.
- The Israeli–Palestinian Conflict—An overview of the conflict between Israel and the Palestinians from 1948 through the present day. From the History Guy Website.
- The Media Line – A non-profit news agency which provides credible, unbiased content, background and context from across the Middle East.

Grupe za rezoluciju konflikata
- OneVoice Movement – One Million Voices to End the Conflict
- Seeking Common Ground

Grupe za ljudks aprava
- Human Rights Watch: Israel/Palestine
- B'Tselem – The Israeli Information Center for Human Rights in the Occupied Territories
- Al-Haq: Palestinian Human Rights Group Архивирано на веб-сајту  (15. октобар 2006): West Bank affiliate of the International Commission of Jurists
- Palestinian Centre for Human Rights PCHR: Gaza affiliate of the International Commission of Jurists
- Gush-Shalom: Gush-Shalom Israeli Peace Movement

Jevrejski i izraelski akademski, novinski, i slični sajtovi
- - A history of Israel, Palestine and the Arab-Israeli Conflict
- Jerusalem Center for Public Affairs
- Jewish Virtual Library
  - Myths and facts online: a guide to the Arab–Israeli Conflict
- Honest Reporting monitoring mideast media
- True Peace Архивирано на веб-сајту  (17. март 2019) – Chabad-Lubavitch site
- What the Fight in Israel Is All About – The Media Line

Jevrejske i izraelske vesti „mirovnog pokreta” i zastupnički sajtovi
- The Origin of the Palestine – Israel Conflict, Published by Jews for Justice in the Middle East

Drugi sajtovi:
- Arabs and Israelis held hostage by a common enemy Salom Now! And METalks are two experimental initiatives which sought to rewrite the script of the Israeli–Palestinian conflict. However, such popular, grassroots action is held hostage by some common enemies: despair, hatred, antipathy and distrust. (Jan 2007)
- Exchange of friendly fire Anat el-Hashahar, an Israeli and founder of METalks, debates the Arab–Israeli conflict – from Oslo to Lebanon – with Khaled Diab, an Egyptian journalist and writer.
- Website with information (articles, reports, maps, books, links, etc.) on the Israeli-Palestinian conflict
- Map of Palestinian Refugee Camps 1993 (UNRWA/C.I.A./University of Texas, Austin)
- Map of Israel 2008 (C.I.A./University of Texas, Austin)
- Map of Israeli Settlements in the West Bank Dec. 1993 (C.I.A./University of Texas, Austin)
- Map of Israeli Settlements in the Gaza Strip Dec. 1993 (C.I.A./University of Texas, Austin)
- Map of Jerusalem Mar. 1993 (C.I.A./University of Texas, Austin)
- Map of Jericho and Vicinity Jan. 1994 (C.I.A./University of Texas, Austin)
- Pew Global Research – worldwide public opinion
- Policy publications on the Israeli-Palestinian conflict at the Berman Jewish Policy Archive